# Partido Socialista Mundial dos Estados Unidos
 
O Partido Socialista Mundial dos Estados Unidos ( WSPUS ) é uma organização política socialista que foi estabelecida em Detroit, Michigan como o Partido Socialista dos Estados Unidos em 1916 e que operou como Sociedade Educacional Socialista na década de 1920 antes de ser renomeado como Partido dos Trabalhadores. Partido Socialista. A organização ressurgiu na década de 1990 e existe hoje como o partido companheiro americano do Movimento Socialista Mundial.

## Filosofia politica

### economia
O WSPUS condena outros partidos que se autodenominam "socialistas" por apoiarem causas dentro do capitalismo (como os interesses dos trabalhadores dentro do capitalismo), que eles veem como sendo apenas um lado da mesma moeda. O WSPUS os critica por serem reformistas e por abandonarem o objetivo de longo prazo de construir o socialismo em favor da manutenção do modo de produção capitalista temperado por um estado de bem-estar. O Movimento Socialista Mundial também critica os "socialistas democráticos" e sindicalistas por definirem o socialismo como luta política dentro do capitalismo, em vez de defini-lo como um sistema para substituir o capitalismo. Por exemplo, eles criticam o Socialist Party USA por defender políticas como o pleno emprego, em vez de lidar com as questões estruturais do capitalismo, como questionar a necessidade de manter o trabalho assalariado em primeiro lugar. O WSPUS também afirma que a nacionalização, a propriedade estatal e até mesmo a propriedade pública descentralizada da indústria não é socialismo porque o capital, as relações monetárias, a exploração, o trabalho assalariado e a hierarquia burocrática ainda existem em tais organizações e, na maioria dos casos, as organizações estatais ainda são estruturadas em torno de gerando lucros.
O WSPUS defende a abolição de todo emprego, que eles argumentam ser uma forma moderna de escravidão, bem como sua substituição por uma sociedade de trabalho voluntário e livre associação que produza riqueza a ser distribuída por meio de canais de acesso livre e aberto.

## Membros notáveis
- Taffy Brown – Jornalista trabalhista de Detroit para a agência de notícias trabalhistas.
- Bill Davenport - diretor fundador do Departamento de Educação dos Trabalhadores Automobilísticos Unidos.
- Adolph Kohn - líder do partido durante o período de fundação.
- JA "Jack" McDonald - ex- IWW, editor de trabalhadores industriais, membro do Partido Socialista do Canadá e proprietário da McDonald's Books (fundada em 1926; 48 Turk St., San Francisco); McDonald (às vezes escrito "MacDonald") publicou um periódico intitulado On the Record .
- Frank Marquart – ajudou a fundar o UAW, Diretor de Educação do Briggs Local 313, Dissidente contra os Reuthers, autor de An Auto Workers' Journal .
- Samuel Orner - ex-organizador do IWW, organizou o New York Taxi Strike em 1934, serviu de inspiração para Lefty em Waiting for Lefty.[4]
- Bill Pritchard – ex-membro do SPC, estivador, membro fundador do One Big Union (Canadá), réu no julgamento da greve geral de Winnipeg, prefeito de Burnaby, BC.[5][6]
- Issac Rab - ativo na Typographers Union, bem como na política socialista de Detroit e Boston por 60 anos.

## Publicações
- O Socialista (1929-1938) (OCLC 61464206 )
- Western Socialist Journal (1–40; 1939–1980)
- World Socialist Review No. 1 (1986) OCLC 20439828[7]
- World Socialist Review No. 2 (1986)
- World Socialist Review No. 3 (1987)
- World Socialist Review No. 4 (1987)
- World Socialist Review No. 5 (1988)
- World Socialist Review No. 6 (1989)
- World Socialist Review No. 7 (1991)
- World Socialist Review nº 8 (1992)
- World Socialist Review No. 9 (1992)
- World Socialist Review nº 10 (1993)
- World Socialist Review nº 11 (1994)
- World Socialist Review nº 12 (1995)
- World Socialist Review nº 13 (1997)
- World Socialist Review nº 14 (1998)
- World Socialist Review nº 15 (1999)
- World Socialist Review nº 16 (2001)
- World Socialist Review nº 17 (2002)
- World Socialist Review nº 18 (2003)
- World Socialist Review nº 19 (2004)
- World Socialist Review nº 20 (2005)
- World Socialist Review nº 21 (2007)
- World Socialist Review nº 22 (2011)
- Modelando o comportamento socialista: a vida e as cartas de Isaac Rab por Karla Doris Rab (2011) ISBN 0557538521
- Panfletos Socialistas Mundiais :
  - Como a busca pelo lucro devastou nosso meio ambiente (2019)
  - Emprego uma forma de escravidão? (2019)
  - Schauerte, Michael . Reflexões do American Way of Life (2019)